# Coenosia fumisquama
Coenosia fumisquama är en tvåvingeart som beskrevs av Stein 1913. Coenosia fumisquama ingår i släktet Coenosia och familjen husflugor. Inga underarter finns listade i Catalogue of Life.